# Elizabeth Smart
Elizabeth Ann Smart-Gilmour (f. 3. november, 1987) er en amerikansk børne- og sikkerheds-aktivist samt bidragyder til ABC News.
Den første  gang hun fik national opmærksomhed var, da hun som 14-årig, blev bortført fra sit hjem i Salt Lake City af Brian David Mitchell.
Brian David Mitchell holdt Elizabeth smart i fangeskab sammen med sin hustru Wanda Barzee.
Det var først efter 9 måneder i fangeskab, at Elizabeth Smart blev reddet af myndigheder på en gade i Sandy, Utah.

Som følge af bortførelsen, blev Elizabeth Smart til aktivist samt talsmand for forsvundne personer.
Hendes liv og bortførelse har desuden været genstand for talrige non-fiktion bøger og film.

## Tidlige liv
Elizabeth Smart blev født 3. november, 1987, i Salt Lake City, Utah, at Edward "Ed" og Lois Smart. Hun opvoksede i en familie som var mormoner, med fire brødre og en søster; Elizabeth Smart var den næst-ældste i søskendeflokken. Elizabeth Smart gik på Bryant Middle School i Salt Lake City, og senere, Brigham Young University, hvor hun fik sin uddannelse som Bachelor of Music i harpe.

## Bortførelse og redning
Natten til den 5. juni 2002 blev den da 14-årig Elizabeth Smart bortført, tvunget med kniv, fra familiens hus i Salt Lake City, Utah.
9 måneder efter hendes bortførsel, den 12. marts 2003, blev Elizabeth Smart fundet på en offentlig gade i Sandy, Utah, knap 29 km fra hendes eget hjem og reddet af politiet, efter at de havde fulgte et tip fra to vidner, der havde genkendt Brian David Mitchell og Wanda Ileen Barzee fra en episode af America's Most Wanted. 
Den 1. oktober 2009, bevidnede Elizabeth Smart i at hun, af sine bortførere, dagligt blev voldtaget, bundet og truet med døden som konsekvens hvis hun ville forsøge at flygte.

### Citater
1. ↑  "Elizabeth Smart Fast Facts". CNN. 31. oktober 2017. Arkiveret fra originalen 11. april 2019. Hentet 18. november 2017.
2. ↑  Smolowe, Jill (16. juni 2011). "Elizabeth: 'I Forgive Him'". People. 75 (22). Arkiveret fra originalen 16. september 2018. Hentet 10. oktober 2017.
3. ↑  "Elizabeth Smart Shares About Her Faith And Kidnapping". NPR. Tell Me More. 31. december 2013. Arkiveret fra originalen 14. september 2018. Hentet 18. november 2017.
4. ↑  Talbot, Margaret (21. oktober 2013). "Gone Girl". newyorker.com. New Yorker. Arkiveret fra originalen 17. januar 2018. Hentet 17. januar 2018.
5. ↑  Hanson, Kurt (5. november 2012). "Elizabeth Smart honored for 'Legacy of Hope'". universe.byu.edu. Arkiveret fra originalen 11. oktober 2017. Hentet 17. januar 2018.
6. ↑  "Elizabeth Smart says she was raped daily". The Daily Herald. 2009. Arkiveret fra originalen 4. oktober 2009. Hentet 7. oktober 2009.